# Марк Анній Вер
Марк А́нній Вер (лат. Marcus Annius Verus; ? — 138) — політик, державний діяч часів Римської імперії, консул-суффект 97 року, ординарний консул  121 і 126 років. 

## Життєпис
Походив із заможної сенаторської родини Анніїв. Народився у місті Уссубі (поблизу Кордуби, провінція Бетіка). Син Марка Аннія Вера, претора за часів імператора Нерона. У 73 році разом із батьком за рішенням імператора Веспасіана став патрицієм. Був товаришем майбутнього імператора Адріана. Після смерті батька успадкував численні землі та майстерні з виготовлення черепиці.
У 97 році став консулом-суффектом разом з Луцієм Нерацієм Пріском. Кар'єра його піднялася вгору за часів імператора Адріана. У 117–121 та 121–125 роках був префектом Риму. У 121 та 126 роках його обрали ординарним консулом разом з Гнеєм Аррієм Авгуром та Гаєм Егієм Амбібулом відповідно. Помер у 138 році.

## Родина
Дружина — Рупілія Фаустіна (87—138), донька Лібона Рупілія Фругі, небога імператора Траяна.
Діти:
- Фаустіна
- Марк Анній Вер (?—124), претор
- Марк Анній Лібон